# Durrës–Kukës–Morina-autópálya

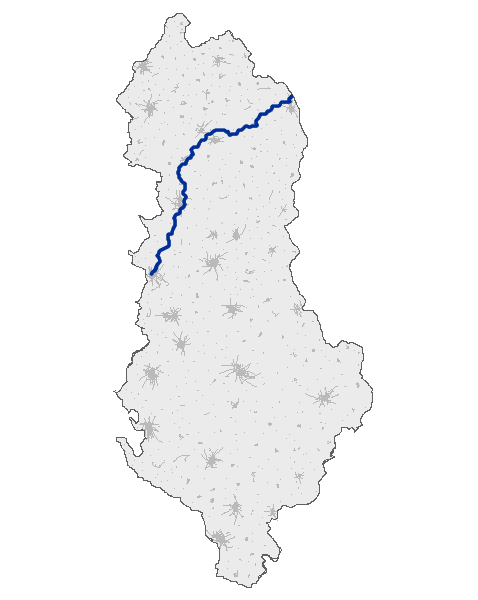
Az autópálya nyomvonala

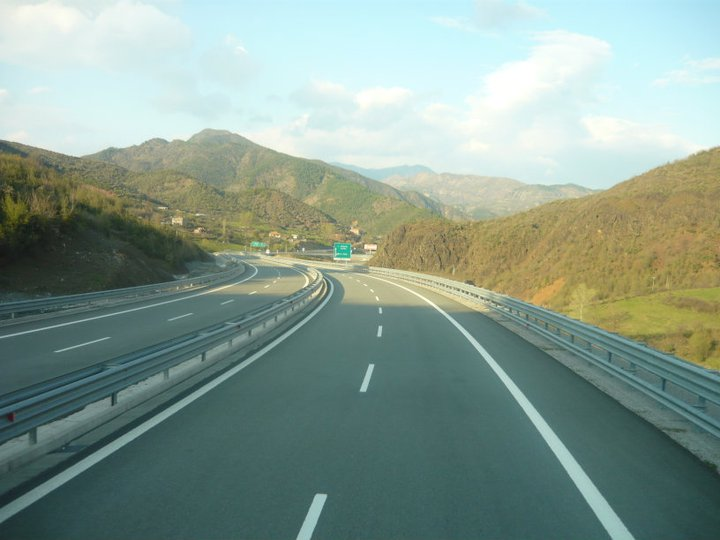
Az autópálya

A Durrës–Kukës–Morina-autópálya A1/SH5 (albánul: Autostrada Durrës-Kukës-Morinë) az északkelet-albániai területeket és Koszovót köti össze Durrës kikötővárossal; az ezredforduló utáni Albánia egyik legnagyobb beruházása. 2009 júniusára a teljes albániai szakasz (Durrës-Morina) elkészült, a koszovói részt (Morina-Pristina-Merdare) ezután kezdik építeni.

## Előzmény
Koszovó 1999-ben gyakorlatilag függetlenné vált Jugoszláviától, bár gazdaságilag már korábban eltávolodott (a különféle jugoszláv dinárok helyett a német márkát használták fizetőeszközként). Ez azonban nemcsak örömteli fejlemény volt az albán nemzetiségű többségnek, de infrastrukturális elszigeteltséget is hozott, hiszen a szerb (és montenegrói) határ lezárult, és az albán szeparatista mozgalmak kiterjesztésével Macedóniával is megromlott a viszony. Kulcskérdéssé vált a terület számára, hogy kapcsolatot létesítsen legfontosabb és legtermészetesebb szövetségesével, Albániával. Ezt azonban nem csak a két ország elhanyagolt infrastruktúrája nehezítette, hanem az albán izolacionizmus következtében szegényes nemzetközi közlekedési kapcsolatok is.

## Nyomvonal
Durrës (SH2) – Vora (SH52) – Fushë-Kruja (SH1) – Milot (A1) – Skurraj – Rubik  – Rrëshen – Reps – Thirrë – Kalimash – Kolsh (SH5) – Kukës (SH5) – Morina (SH5) – (AL/KOS) – Vermicë – Prizren – Pristina – (Koszovó/Szerbia) – Merdare – Niš – A3
A Durrës-Kukës távolságot korábban 6-7 óra alatt lehetett megtenni, ez mostanra mindössze 2 órára rövidült. Az autópálya a korábbi 330 km-es Tirana–Pristina távolságot 265 km-re csökkentette.

## Kivitelezés
A Durrëst és Kukëst összekötő út megépítésének ötletét még 1999-ben vetette fel Albánia akkori miniszterelnöke, Pandeli Majko. A Világbank 700 ezer dolláros támogatásával 2001-ben pályázatot írtak ki megvalósíthatósági tanulmány készítésére, melyet a TECNIC&Mott McDonald nyert el. 2002-ben különadót vetettek ki az autópályaépítés költségeinek fedezésére, melyet a köznyelv Majko-adónak nevezett. A 175 km-es nyomvonaltervet 2003. október 7-én fogadták el, az építési költségeket ekkor több mint 256 millió euróra becsülték.
A Durrës–Milot-szakasz 59 km-es, az észak-déli közlekedési folyosó részét is képezi.
A Milot–Rrëshen-szakasz 26 km-es.
A 60,85 km-es Rrëshen–Kalimash-szakasz építéséről 2006 szeptemberében írták alá a szerződést a Bechtel és az Enka közös vállalatával. A szakaszon 27 híd (összesen 4,5 km) és egy 5,53 km hosszú alagút épült meg. A tervezett sebesség 80–100 km/h.
Az autópálya megépítésére kiírt pályázatot az amerikai Bechtel-Enka nyerte el.
Szimbolikus esemény volt a Thirrë és Kalimash közötti alagút elkészülte: Sali Berisha albán és Hashim Thaçi koszovói miniszterelnök közösen adták át 2009. május 31-én. Az autópálya megnyitását országszerte óriásplakátokon hirdették, amelyeken a Tirana-Pristina távolság megtételéhez szamárvonta szekérrel és autópályán szükséges idő összehasonlítása szerepelt. Az autópálya összköltsége egymilliárd euró volt.